# Ждамеркино
Ждамеркино — село в Базарносызганском районе Ульяновской области. Входит в состав Лапшаурского сельского поселения.

## География
Населённый пункт расположен в 5 километрах к юго-востоку от рабочего посёлка Базарный Сызган — административного центра района. Расстояние до Ульяновска — 121 километр.

### Часовой пояс
Ждамеркино, как и вся Ульяновская область, находится в часовой зоне МСК+1. Смещение применяемого времени относительно UTC составляет +4:00.

## Название
Наименование села имеет фамильно-именное происхождение: по преданию населённый пункт был основан мордовским старцем Ждамеркою, по его имени и была названа деревня. 
Другая версия. написанная в газете «Новое время» от 11 июня 1992 года: «До основания поселения на этом месте был лес. Один мужчина по фамилии Ждамеров приехал сюда из Коченяевки, построил дом и перевёз семью. Вскоре за ним последовали и другие, стали строить дома. Так постепенно лес вырубался, а на его месте росло село, названное в честь основателя. В то время село было большое, богатое и весёлое…».
По другой версии, село было основано выходцами из села Ждамирово. 
Учитывая, что в начале XIX века встречается и второе название деревни — Старый Сызган, то слово «старый» может быть указанием на существовавшее здесь ещё до момента русской колонизации мордовское поселение. В случае, если эта гипотеза подтвердится, Ждамеркино по праву сможет претендовать на звание самого древнего поселения Базарносызганского района.

## История
Село возникло в первой половине XVIII века.
При создании в 1780 году Симбирского наместничества, деревня Ждамиркина Малой Сызган тож, при речке Малом Сызгане, крещёной мордвы, вошла в Канадейский уезд. С 1796 года — в составе Карсунского уезда Симбирской губернии.
В 1859 году деревня Ждамеркино в 1-м стане. Удельные крестьяне.
В деревне не было своей церкви, по-этому прихожане ходили в село Ясачный Сызган.
В 1931-1934 гг. в деревне была основана сельскохозяйственная артель (колхоз) «Путь нацмена» (буквально — «национальное меньшинство», поскольку здесь преобладало мордовское население) Ждамеркинского сельского Совета с. Ждамеркино Инзенского района Средневолжского края (с 1935 г. — Базарно-Сызганского района Куйбышевского края, с 1936-1943 гг. — Базарно-Сызганского района Куйбышевской области, с 1943 г. — в Ульяновской области), в 1952 г. — вошёл в состав колхоза им .М. Горького (Лапшаур) .

## Население
| 2010 |
| ---- |
| 32   |

Согласно переписи 1859 года, было 49 дворов, 374 человека. В 1903 году —  78 дворов 522 человека. В 1913 году — 105 дворов, 418 жителей. Население села в 1996 году — 118 человек.

## Инфраструктура
В селе расположена: одна улица (Речная) и один переулок (Речной).